# Zásada
Zásada (en allemand : Sassadel) est un bourg (městys) du district de Jablonec nad Nisou, dans la région de Liberec, en Tchéquie. Sa population s'élevait à 902 habitants en 2021.

## Géographie
Zásada se trouve à 8 km à l'est-sud-est du centre de Jablonec nad Nisou, à 18 km au sud-est de Liberec et à 92 km au nord-est de Prague.
La commune est limitée par Velké Hamry au nord, par Plavy à l'est, par Držkov à l'est et au sud, par Loužnice au sud-est et par Pěnčín à l'ouest.

## Histoire
La première mention écrite de la localité date de 1356. Zásada a le statut de městys depuis 2006.

## Transports
Par la route, Zásada se trouve à 11 km de Jablonec nad Nisou, à 23 km de Liberec et à 111 km de Prague.